# 張瑋 (萬曆進士)
張瑋（1586年—1643年），字席之，號二無，南直隸常州府武進縣人。

## 生平
少孤貧，取糠粃自給，不輕受人一飯，為同里薛敷教所知。講學東林書院，師孫慎行，其學以慎獨研幾為宗。萬曆四十年（1612年）壬子應天府鄉試第一（解元），四十七年（1619年）登己未科進士，授户部主事。调兵部职方，历郎中。时欲瑋典筦鑰，瑋谢不可，出为广东提学佥事。至即聚诸生讲学，士风大变。魏阉势滔天下，争建忠贤祠，撫臣某亦议建，移文于瑋，欲瑋撰上梁文，瑋怒裂文，弃官归。崇祯二年，起爲江西參議，歴福建副使，改江西副使，备兵岭北，时山寇盘踞，蹂躏至数郡。瑋至，身冒矢石，斩首千馀级，又谕贼众乞降，虽在军旅，未尝手释书卷。生徒负笈至者，講学如平时。以里人大学士吴宗达荐，擢南京尚宝司正卿，進太僕少卿。时乌程相柄国，瑋上疏请罢斥以谢天下，又疏各镇兵号数万，半系本地豪贵占役与衙役，借名食粮，苟实实清汰，则兵食俱足。近大帅劉玘等纵兵焚掠，宜加卢象升部堂衔童，并赐剑印节制，皆不报。坐事調南京大理丞，引疾去。久之，起應天府丞。疏言：「山東南北咽喉，軍國命脈所係。今大盜披猖，道途梗塞，轉輸不通者三月矣。倘不早滅，害胡可言。乞特遣兵部侍郎一人整兵往勦，否則起故尚書鄭三俊、范景文任之。」帝以為借端市恩，降旨切責。是歲，四方大旱，瑋以軍食可虞，奏請禁江西、湖廣遏糴，而令應天、常、鎮、淮、揚五郡折輸漕糧銀赴徐易米，則小民免催科之苦，太倉無顆粒之虧。他十庫所收銅、錫、顏料、皮、布，非州縣土產者，悉解折色，且盡改民解為「官解」，以救民湯火，所司多議行。遷南京光祿寺卿，召為右僉都御史。已而左副都御史房可壯下獄，以瑋代之。又奏宇内不靖，盗贼蝥起，皆由郡县不恤其民，巡方漫无激扬所致，上大悦。时总宪刘宗周、佥都金光辰与瑋同视事，长安目之曰「三清」。未几，以病谢歸。崇禎十六年（1643年）四月病卒，年五十八。检视遗囊萧然，仅得遗表曰：「中原寇患宜用文臣，如王守仁用伍文定故事。又必稍宽文法，俾得展布。」遗命以布衾斂，毋受赙，毋易吾生时节。福王時，赠都察院左都御史，谥清惠。

## 引用
1. ↑  《萬曆四十七年己未科進士序齒録》：生丙戌十二月廿六。
2. ↑  崇禎三年八月，加王于陛為山西左布政使留管岢嵐道，王道元為副使，改冀北道。以江西參議張瑋為福建副使。
3. ↑  崇禎四年四月丁卯，以張瑋為江西副使，分守嶺北道。
4. ↑  《崇禎長編》：崇禎十六年十二月，贈張瑋吏部右侍郎，廕一子入監讀書。
5. ↑  《武進縣志》
6. ↑  《常州府志》